# 10768 Sarutahiko
10768 Sarutahiko è un asteroide della fascia principale. Scoperto nel 1990, presenta un'orbita caratterizzata da un semiasse maggiore pari a 2,2059043 UA e da un'eccentricità di 0,1593359, inclinata di 4,43390° rispetto all'eclittica.